# Professional'nyj Basketbol'nyj klub Lokomotiv Kuban' 2017-2018
Questa voce raccoglie le informazioni riguardanti il Professional'nyj Basketbol'nyj klub Lokomotiv Kuban' nelle competizioni ufficiali della stagione 2017-2018.

## Stagione
La stagione 2017-2018 del Professional'nyj Basketbol'nyj klub Lokomotiv Kuban' è la 21ª nel massimo campionato russo di pallacanestro, la VTB United League.

## Roster
Aggiornato al 12 luglio 2019
| Lokomotiv Kuban Krasnodar 2017-18 | Lokomotiv Kuban Krasnodar 2017-18 |
| Giocatori                         | Staff tecnico                     |
| --------------------------------- | --------------------------------- |

| N. | Naz.                                                        | Ruolo | Nome                | Anno | Alt.   | Peso   |  |
| -- | ----------------------------------------------------------- | ----- | ------------------- | ---- | ------ | ------ |  |
| 1  | Stati Uniti (bandiera)                                      | AP    | Mardy Collins (C)   | 1984 | 196 cm | 102 kg |  |
| 2  | Russia (bandiera)                                           | AG    | Pavel Antipov       | 1991 | 202 cm | 105 kg |  |
| 3  | Stati Uniti (bandiera)                                      | P     | Joe Ragland         | 1989 | 181 cm | 90 kg  |  |
| 4  | Russia (bandiera)                                           | G     | Evgenij Baburin     | 1987 | 190 cm | 95 kg  |  |
| 7  | Stati Uniti (bandiera)                                      | G     | Trevor Lacey        | 1991 | 188 cm | 94 kg  |  |
| 8  | Lituania (bandiera)                                         | A     | Jonas Mačiulis      | 1985 | 201 cm | 107 kg |  |
| 10 | Russia (bandiera)                                           | AG    | Vladimir Ivlev      | 1990 | 207 cm | 102 kg |  |
| 11 | Russia (bandiera)                                           | A     | Denis Levšin        | 1993 | 202 cm | 81 kg  |  |
| 12 | Russia (bandiera)                                           | A     | Stanislav Il'nickij | 1994 | 200 cm | 103 kg |  |
| 13 | Russia (bandiera)                                           | PG    | Dmitrij Chvostov    | 1989 | 190 cm | 78 kg  |  |
| 15 | Stati Uniti (bandiera) · Isole Vergini Americane (bandiera) | AC    | Frank Elegar        | 1986 | 203 cm | 109 kg |  |
| 19 | Stati Uniti (bandiera)                                      | AP    | Chris Babb          | 1990 | 197 cm | 105 kg |  |
| 22 | Russia (bandiera)                                           | G     | Dmitrij Kulagin     | 1992 | 198 cm | 89 kg  |  |
| 24 | Russia (bandiera)                                           | GA    | Timofej Gerasimov   | 1997 | 195 cm | 90 kg  |  |
| 41 | Stati Uniti (bandiera)                                      | C     | Brian Qvale         | 1988 | 208 cm | 113 kg |  |
| 45 | Australia (bandiera)                                        | AP    | Ryan Broekhoff      | 1990 | 198 cm | 98 kg  |  |
| 47 | Russia (bandiera)                                           | C     | Ivan Neljubov       | 1988 | 206 cm | 119 kg |  |

| Allenatore |
| - Saša Obradović                                                                                                 |
| Assistente/i |
| - Milenko Bogićević - Bogdan Karaičić - Nikolaj Tanaseychuk Legenda - (C) Capitano - (IN) Inattivo - Infortunato |

## Mercato

### Sessione estiva
| Acquisti | Acquisti            | Acquisti           | Acquisti   | Acquisti |
| R.a      | Nome                | da                 | Modalità   |          |
| -------- | ------------------- | ------------------ | ---------- | -------- |
| P        | Joe Ragland         | Scandone Avellino  | definitivo |          |
| G        | Trevor Lacey        | Dinamo Sassari     | definitivo |          |
| AG       | Pavel Antipov       | UNICS Kazan'       | definitivo |          |
| AC       | Frank Elegar        | Enisey Krasnojarsk | definitivo |          |
| G        | Dmitrij Kulagin     | CSKA Mosca         | definitivo |          |
| A        | Stanislav Il'nickij | Chimki             | definitivo |          |
| AP       | Chris Babb          | Ulma               | definitivo |          |
| C        | Ivan Neljubov       | Parma Perm'        | definitivo |          |
| C        | Brian Qvale         | EWE Oldenburg      | definitivo |          |

| Cessioni | Cessioni           | Cessioni           | Cessioni       | Cessioni |
| R.       | Nome               | a                  | Modalità       |          |
| -------- | ------------------ | ------------------ | -------------- | -------- |
| G        | Matt Janning       | Saski Baskonia     | fine contratto |          |
| AG       | Andrej Zubkov      | Chimki             | fine contratto |          |
| PG       | Taylor Rochestie   | Stella Rossa       | fine contratto |          |
| C        | Ian Vougioukas     | Panathīnaïkos      | fine contratto |          |
| AC       | Kevin Jones        | Free agent         | fine contratto |          |
| G        | Denis Zacharov     | Enisey Krasnojarsk | fine contratto |          |
| C        | Grigorij Šuchovcov | UNICS Kazan'       | fine contratto |          |
| C        | Kaspars Bērziņš    | Free agent         | fine contratto |          |

### Dopo l'inizio della stagione
| Acquisti | Acquisti       | Acquisti    | Acquisti     | Acquisti   |
| R.       | Nome           | da          | Data         | Modalità   |
| -------- | -------------- | ----------- | ------------ | ---------- |
| A        | Jonas Mačiulis | Real Madrid | 7 marzo 2018 | definitivo |

| Cessioni | Cessioni       | Cessioni   | Cessioni     | Cessioni    |
| R.       | Nome           | a          | Data         | Modalità    |
| -------- | -------------- | ---------- | ------------ | ----------- |
| AP       | Ryan Broekhoff | Free agent | 7 marzo 2018 | rescissione |